# Gatto europeo

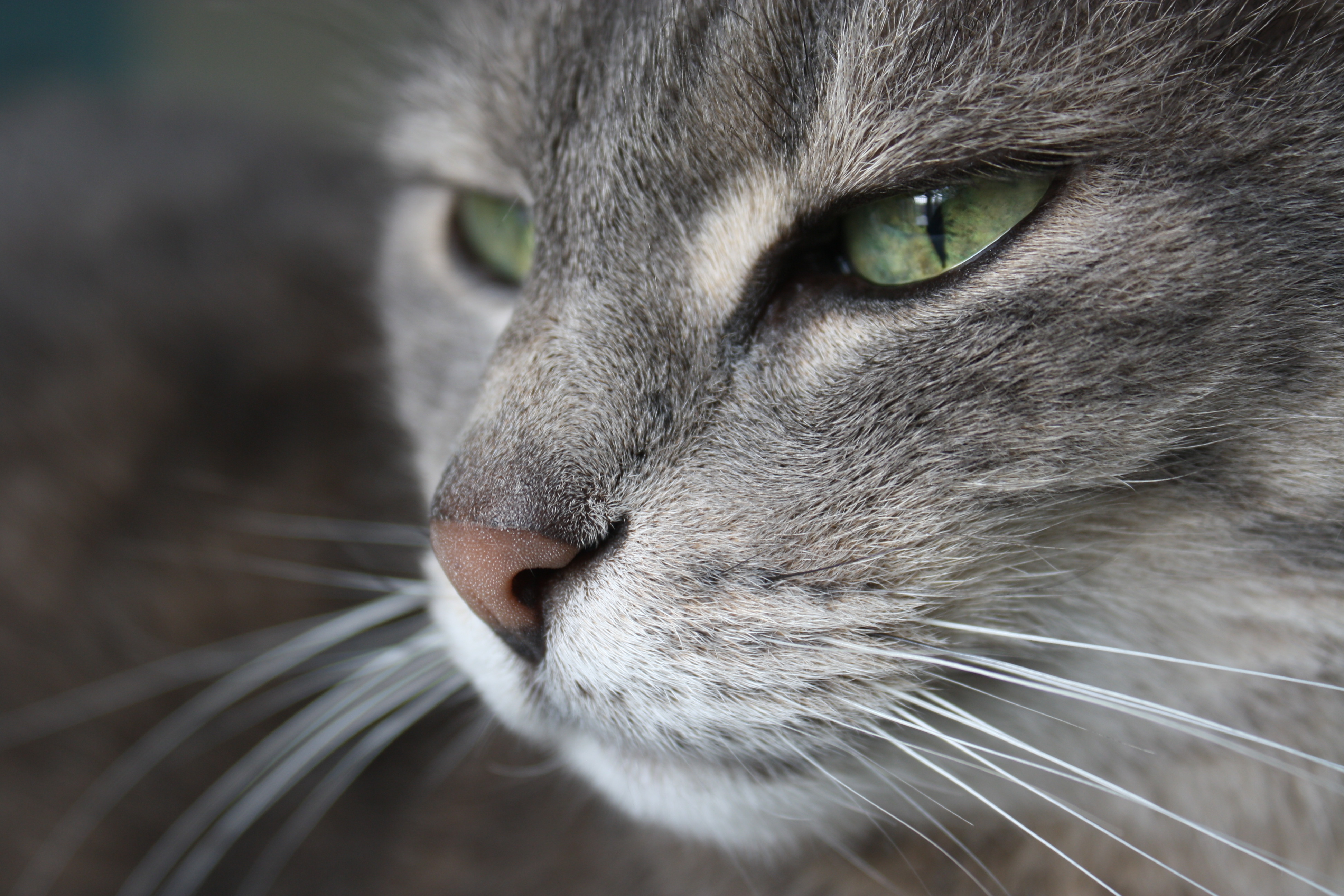
Muso di gatto europeo

Il gatto europeo, detto anche celtico dal pelo corto, è una razza di gatto la cui varietà più nota è quella con il mantello tigrato (la forma più comune presenta striature nere su fondo marrone o beige e una "M" sulla fronte).
Tale razza è stata riconosciuta dalla FIFé nel 1982.

## Origini
Secondo alcuni studi, si tratta della razza che più direttamente discende dall'antico gatto egizio (Felis silvestris lybica o Felis lybica) considerato una divinità nella civiltà dei faraoni.

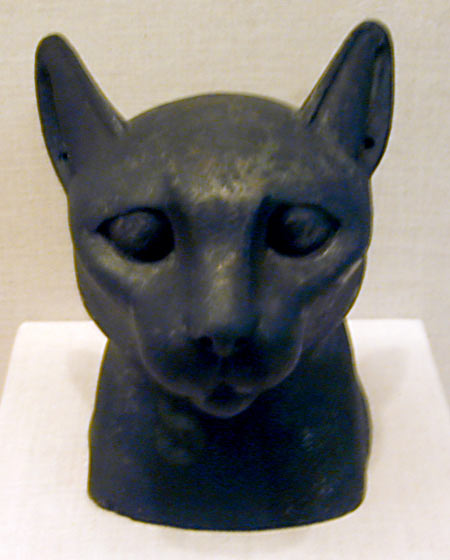
Statua egizia raffigurante un gatto

In Egitto sarebbe giunto, sempre secondo alcune ricostruzioni teoriche, dalle zone più interne dell'Africa settentrionale, dove altri tipi di felini si sarebbero sviluppati e poi spostati verso sud. Successivamente dall'Egitto avrebbe raggiunto l'Europa attraverso le navi usate da soldati e mercanti, dove veniva fatto salire per combattere i topi; furono però soprattutto i mercanti (anche i Fenici) a catturare grandi quantità di gatti e a esportarli clandestinamente in Europa, poiché in Egitto venivano considerati proprietà del faraone. Prese avvio così un nuovo mercato continentale poiché il gatto, fino a quel momento animale sconosciuto in molti paesi, venne presto apprezzato per la sua utilità nel contrastare infestazioni di topi.
Proprio la funzione di caccia o guerra ai topi, in un'era in cui i roditori rappresentavano motivo di attenzione per la distruzione degli alimenti dell'uomo e per la diffusione delle malattie, fece la fortuna del nascente gatto europeo e quindi fu subito adottato, ad esempio, da tutte le marinerie.
L’ottima resa riproduttiva, la spesso prolungata età fertile, le peculiarità caratteriali e la straordinaria capacità di adattamento favorirono il radicamento e la diffusione di questi esemplari in tutto il continente, a partire dai Paesi meridionali. 
I Romani, nel corso della loro espansione, lo diffusero praticamente in tutto il continente europeo fino all'attuale Inghilterra.
Vi sono studi circa le eventuali parentele e contiguità evolutive, fra il gatto europeo e il poco conosciuto gatto selvatico sardo (Felis silvestris libyca, o Felis lybica sarda), che risiede nell'area incontaminata del Supramonte, nella Sardegna centrale.
Le differenze morfologiche hanno infatti lasciato presupporre che, viste le caratteristiche del gatto egizio e quelle del gatto sardo, potrebbe essere esistita una razza continentale capace di modificarle entrambe, anche se lievemente, attraverso gli incroci, oppure che le due abbiano avuto interazioni tra loro.

## La razza riconosciuta

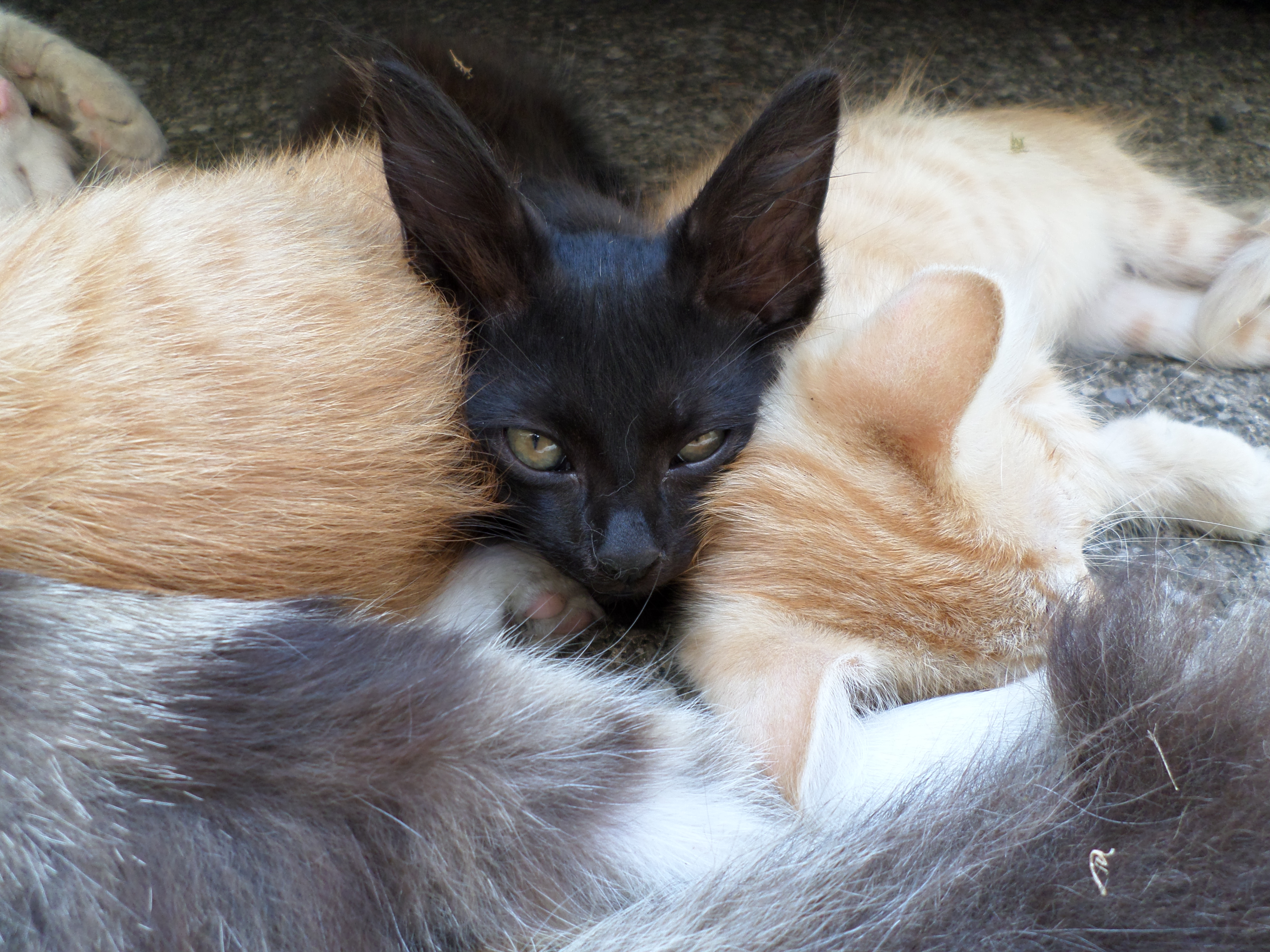
Cucciolo di gatto europeo

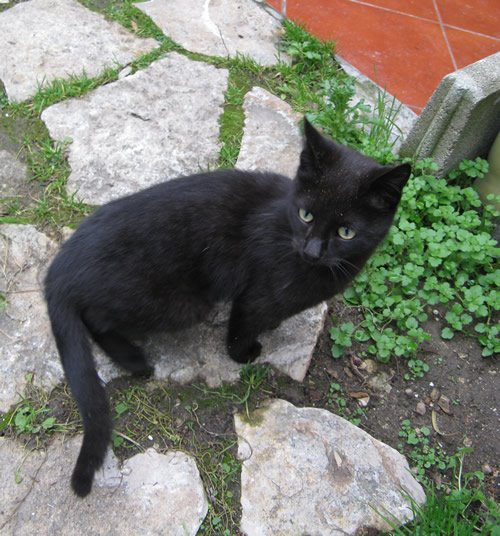
Gatto europeo a pelo nero

Al riconoscimento della razza si giunse dopo un lungo lavoro, iniziato nel 1925 in Inghilterra a opera del Governing Council of the Cat Fancy, organizzazione di appassionati che ebbe grande influenza nella determinazione degli standard di molte razze. Sebbene le mire iniziali degli allevatori fossero quelle di creare un registro per il gatto comune inglese (British Shorthair), l'innascondibile discendenza di questo da quello continentale aprì comunque la strada allo shorthair (il nome, che significa "di pelo corto", con cui è anche noto l'europeo), per il quale si campionarono esemplari dei più diversi, tutti di prelevamento domestico, ma tutti incrociati con la popolazione randagia anche per le abitudini del tempo.
Il gatto europeo è, perciò, una razza selezionata direttamente dal gatto comune domestico o gatto soriano, ovvero dalla stragrande maggioranza dei gatti in circolazione in Europa. La circostanza ha fatto sì che la rappresentazione culturale (anche in termini di tradizioni popolari) del gatto sia massimamente in qualche modo riconducibile all'europeo.
Si distinguono, all'interno della razza le seguenti varietà:
- gatto europeo bianco;
- gatto europeo unicolore;
- gatto europeo squama di tartaruga;
- gatto europeo smoke;
- gatto europeo tigrato o tabby o gatto soriano;
- gatto europeo silver;
- gatto europeo con bianco (bicolore, van, arlecchino);
- gatto europeo rosso chiaro (arancione, il più comune);

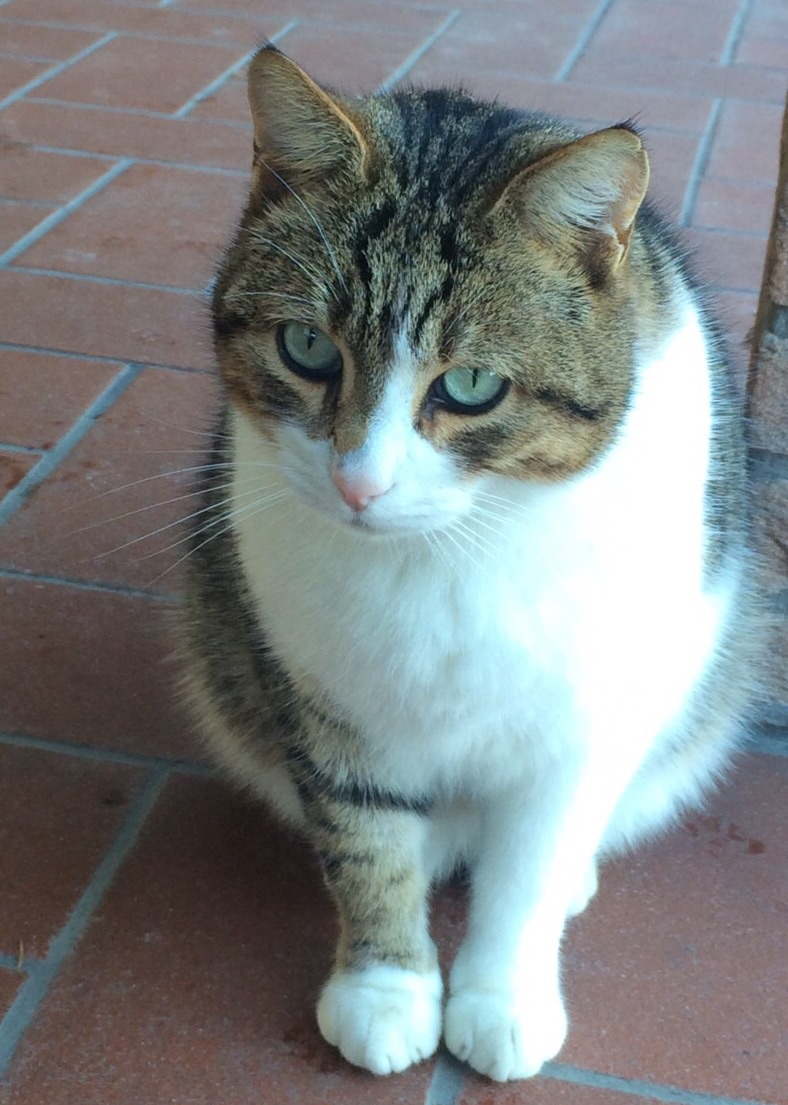
Gatto europeo di tre anni

## Standard
- Corporatura: il gatto europeo ha un corpo robusto e muscoloso. Il petto è largo, il collo e le spalle sono pronunciate.
- Testa: la testa è piuttosto larga, la faccia appare rotonda, ma è più lunga che larga. La fronte e il cranio sono leggermente arrotondati.
- Naso: è diritto, di lunghezza media e di larghezza costante. La fronte è caratterizzata da una leggera depressione a livello degli occhi.
- Orecchie: le orecchie sono dritte; arrotondate all'estremità e possono avere pelo sulle punte.
- Occhi: gli occhi sono di forma rotonda, disposti leggermente in obliquo.
- Zampe: le zampe sono forti e solide, di lunghezza media, si assottigliano regolarmente verso piedi forti, robusti e di forma arrotondata.
- Coda: la coda è di lunghezza media, ma non sempre e in alcuni gatti è anche all'insù. Piuttosto spessa alla base, si affila gradualmente fino all'estremità arrotondata.
- Mantello: il pelo è normalmente corto, e quando il gatto gode di una nutrizione appropriata, ha la pelliccia lucida.
- Colori: i colori del pelo sono soprattutto scuri. I più frequenti sono: grigio, bianco o bianco sporco, marrone, arancio scuro e nero. Spesso le femmine hanno il mantello di tre colori diversi, abbinati solitamente con bianco, marrone e arancio.

Caratteristica della specie è una sorta di maschera accanto agli occhi, per lo più di colore marrone-scuro.

## Fuori standard
L'innumerevole possibilità di varianti in seno alla razza rende le caratteristiche fuori standard discretamente rilevanti, anche se solo a fini descrittivi.

### Carattere
Delle caratteristiche note del gatto, l'europeo presenta accentuate soprattutto l'intelligenza, la curiosità, la giocosità e l'istinto predatorio, impiegando molto del tempo di veglia in attività collegate; dove impossibilitato, l'europeo esprime comunque anche l'istinto della caccia con comportamenti che, secondo molti studiosi, ravvivano talora istruzioni genetiche specifiche, come il salto, l'agguato e l'esplorazione. Durante lo svezzamento, il cucciolo riceve complessi insegnamenti dalla madre, anche se questa abbia vissuto esclusivamente in appartamento.

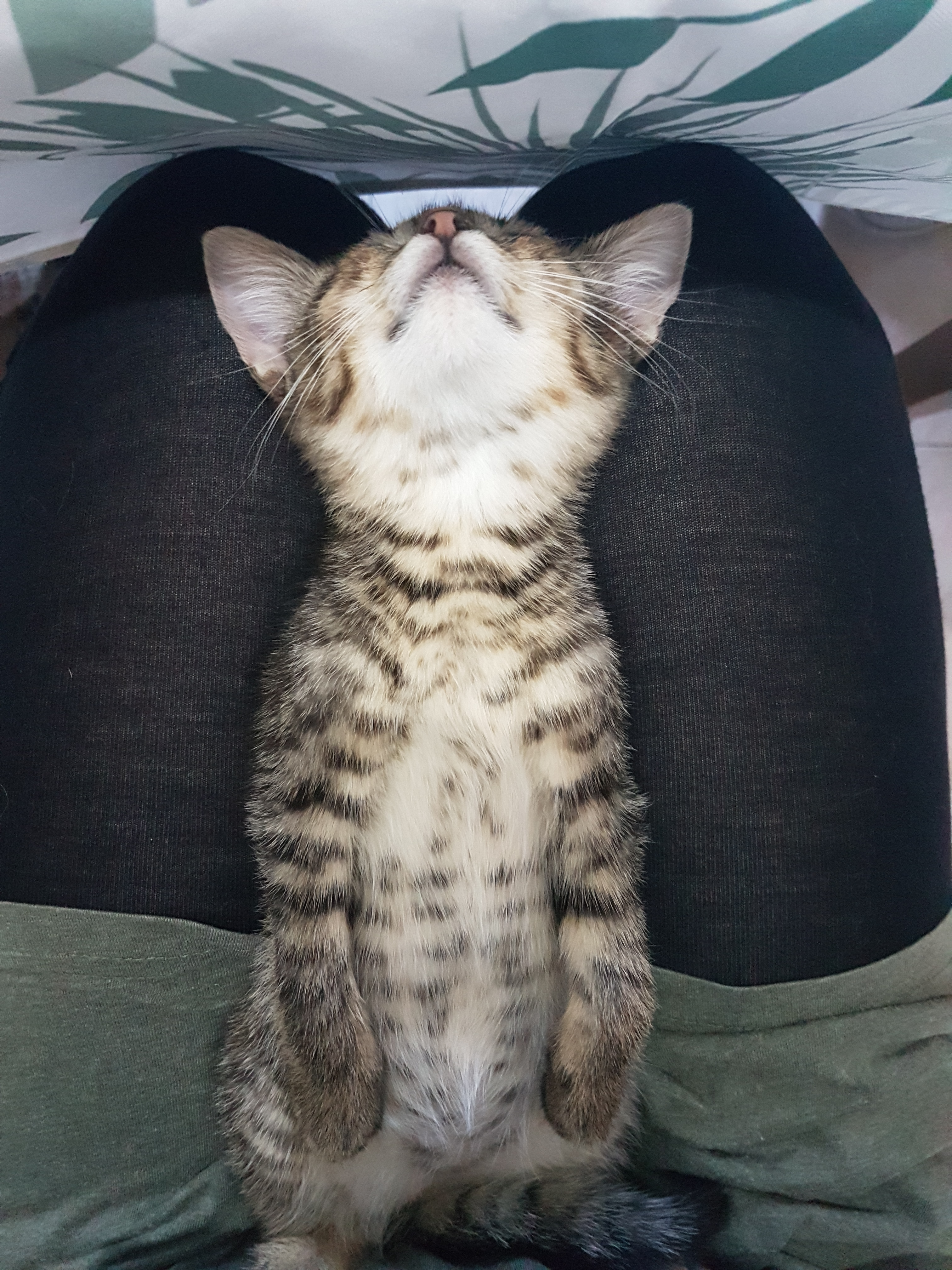

Moderatamente addestrabile dall'uomo, sebbene a prezzo di un notevole impegno e solo in presenza di un rapporto di confidenza molto profondo, l'europeo esprime episodici sprazzi di affettuosità (più marcati nelle femmine), superati da molto più frequenti tensioni ludiche. Dimostra invece con buona chiarezza gli stati d'animo ed è capace di grande sensibilità.

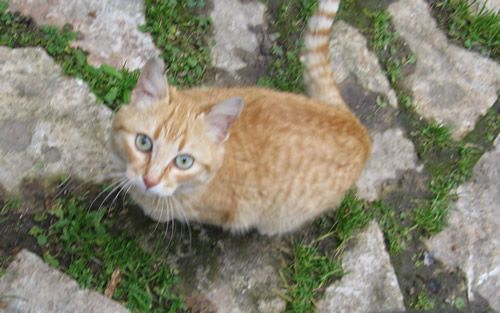
Gatto europeo tigrato a pelo rosso

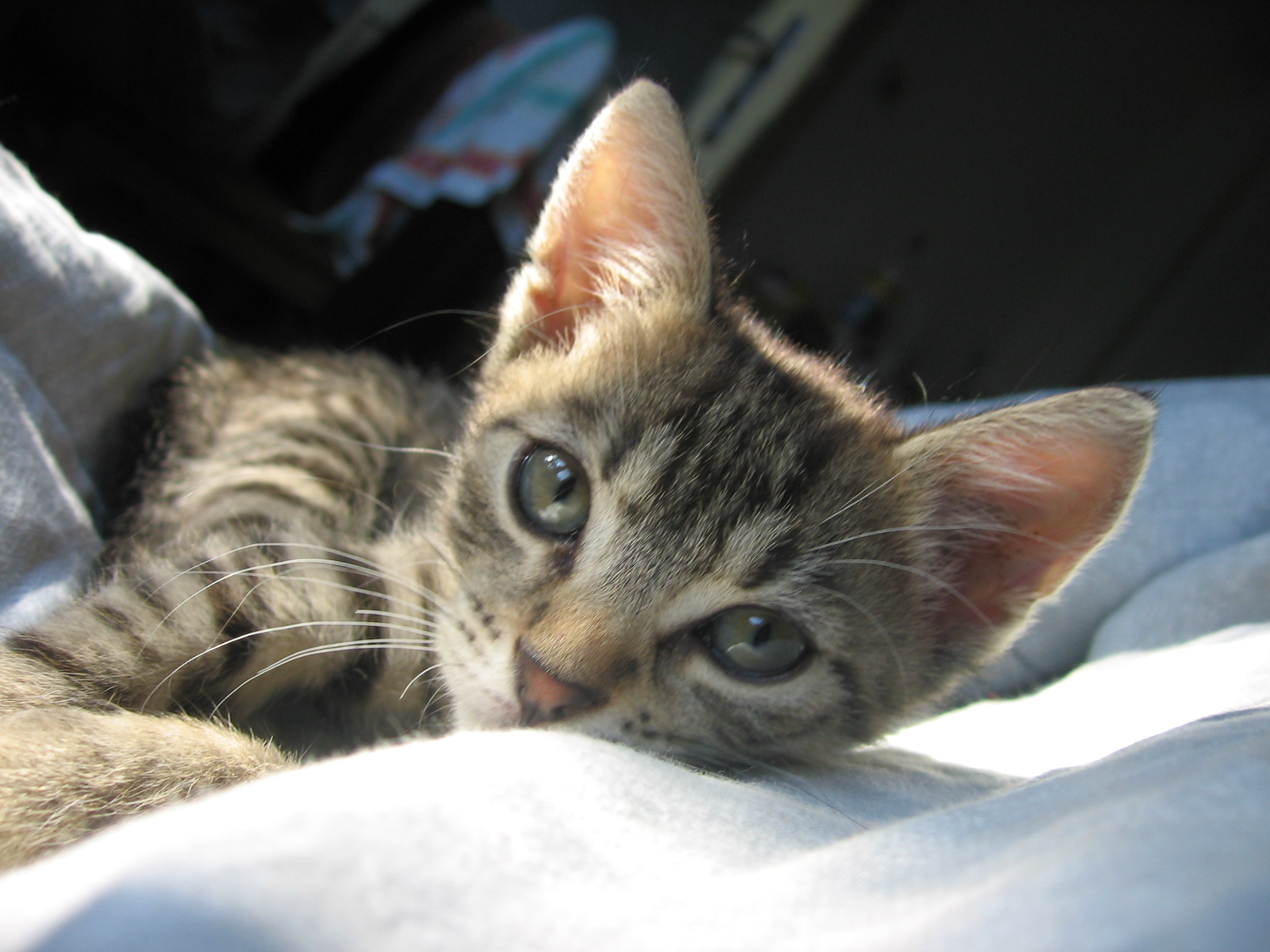
Un altro cucciolo di gatto europeo

Si sostiene da taluni etologi che vi sia una correlazione fra il colore del manto e il grado di dominanza o di remissività degli esemplari dell'europeo, sia nei rapporti con i simili, sia nei rapporti con l'uomo; secondo questi studi, ai mantelli con tinte più chiare corrisponderebbe un carattere maggiormente dominante, mentre a quelli più scuri un'indole di maggiore remissività. La tesi ha fatto discutere, ma ha suscitato, almeno per ora, un'accoglienza solo tiepida. Secondo altri studiosi, l'europeo è comunque portato a sviluppare una certa personalità in assenza di personalità più forti (umane o dei simili) che possano comprimerla, nel qual caso invece si adatta alla posizione subalterna, sebbene non sempre di buon grado.

### La tigratura e i mantelli
La tigratura è spesso presente in pressoché tutti gli esemplari, sebbene talvolta in modo impercettibile. Il rilievo di queste striature diventa evidente in condizioni specifiche di illuminazione, per esempio con una forte luce radente durante l'osservazione ravvicinata.
Ciò vale anche per i pregiati esemplari grigio-argentei, mentre è più facile che sia assente negli esemplari prevalentemente bianchi, anche se si è da taluni sostenuto che ciò possa accadere per effetto di casuale incrocio di pigmenti bianchi, nella combinazione del patrimonio genitoriale.
Del resto, le variazioni della tigratura sono state definite come assolutamente distintive di ciascun individuo, al pari delle impronte digitali umane.
Non si ha infatti nozione di due gatti con l'identico disegno. I mantelli più diffusi sono quelli tabby, soprattutto nel disegno mackerel (tigré, caratterizzato da righe continue) e blotched (caratterizzato da un disegno marmorizzato). I bicolori vengono classificati a seconda della disposizione della pezzatura bianca in: bicolori, arlecchini e van. Tra le varietà più rare vi sono i silver, sia nella versione silver tabby che smoke. I tricolori sono quasi esclusivamente di sesso femminile, nella varietà calico (nero/arancio/bianco) e calico diluito (grigio/crema/bianco).

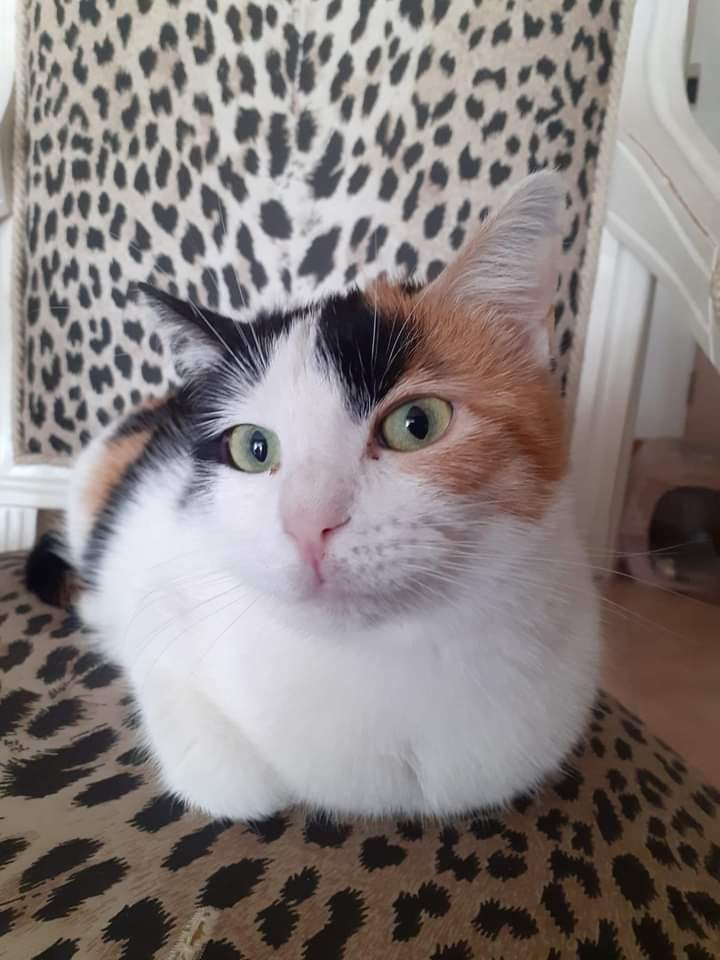
Gatta tricolore calico

Le particolari leggi biologiche che governano le pigmentazioni e i disegni dei mantelli rendono alquanto ardua la selezione in allevamento.
La lunga storia del gatto europeo racchiude una ricca storia genetica, caratterizzata da sorprese e variazioni sporadiche che hanno penalizzato la ricerca estetica selettiva.

## Cura e alimentazione
- Alimentazione: è importante fornirgli una dieta bilanciata, composta da cibo secco e umido di qualità.
- Toelettatura: necessita di una spazzolatura settimanale per rimuovere il pelo morto, che diventa più frequente nei periodi di muta.
- Salute: è una razza generalmente robusta, con un'aspettativa di vita tra i 12 e i 18 anni. Può essere soggetto a malattie dentali e obesità, per cui è fondamentale una dieta equilibrata e una regolare attività fisica.

## Galleria d'immagini

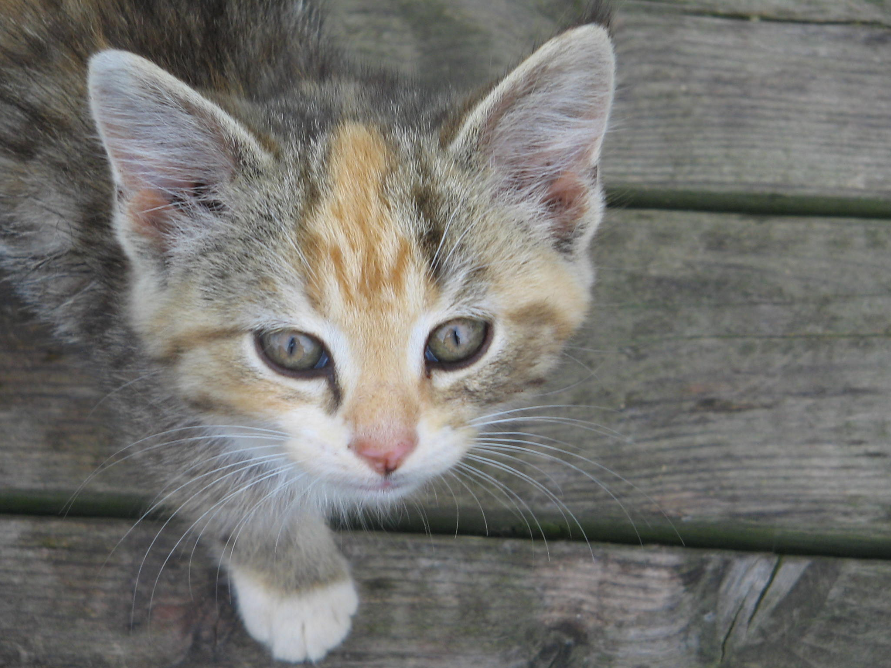
Cucciolo femmina di gatto europeo
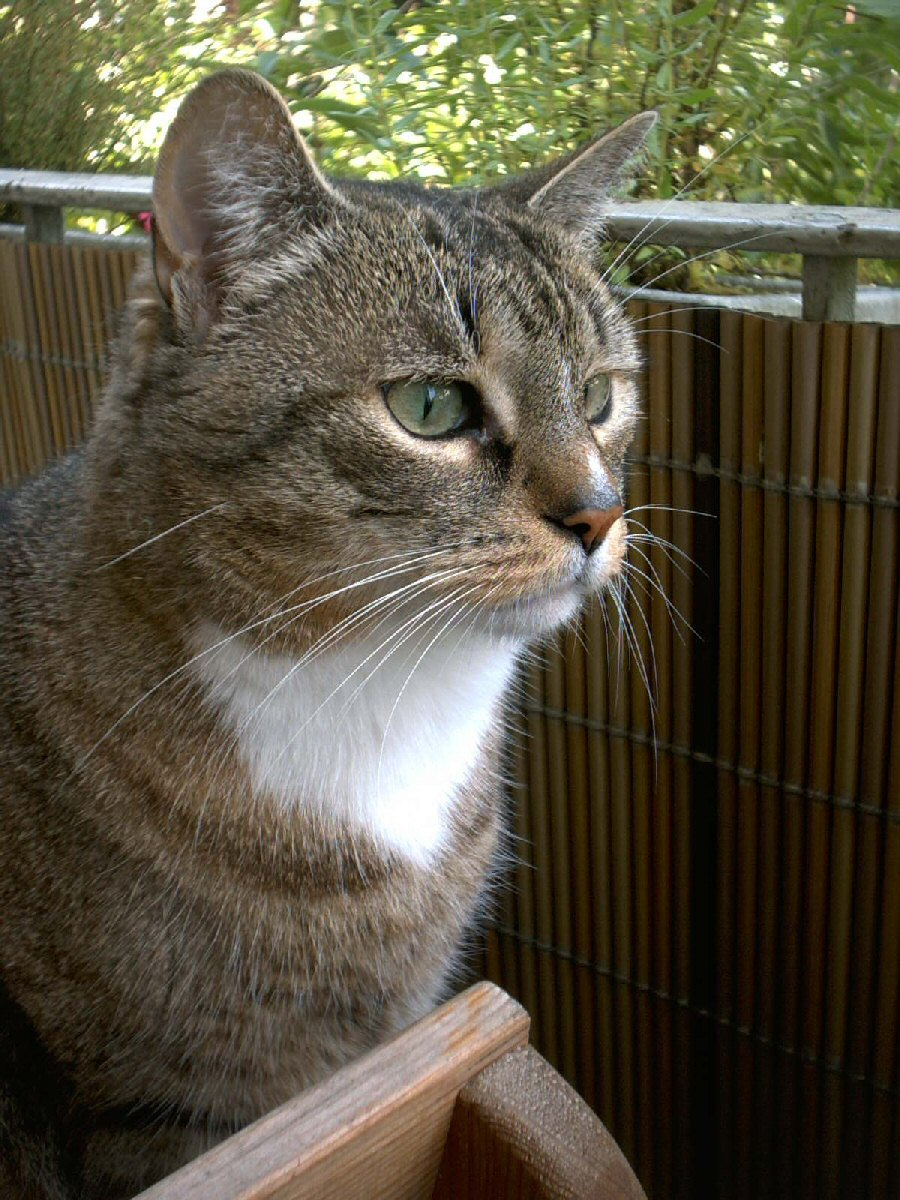
Gatto europeo adulto
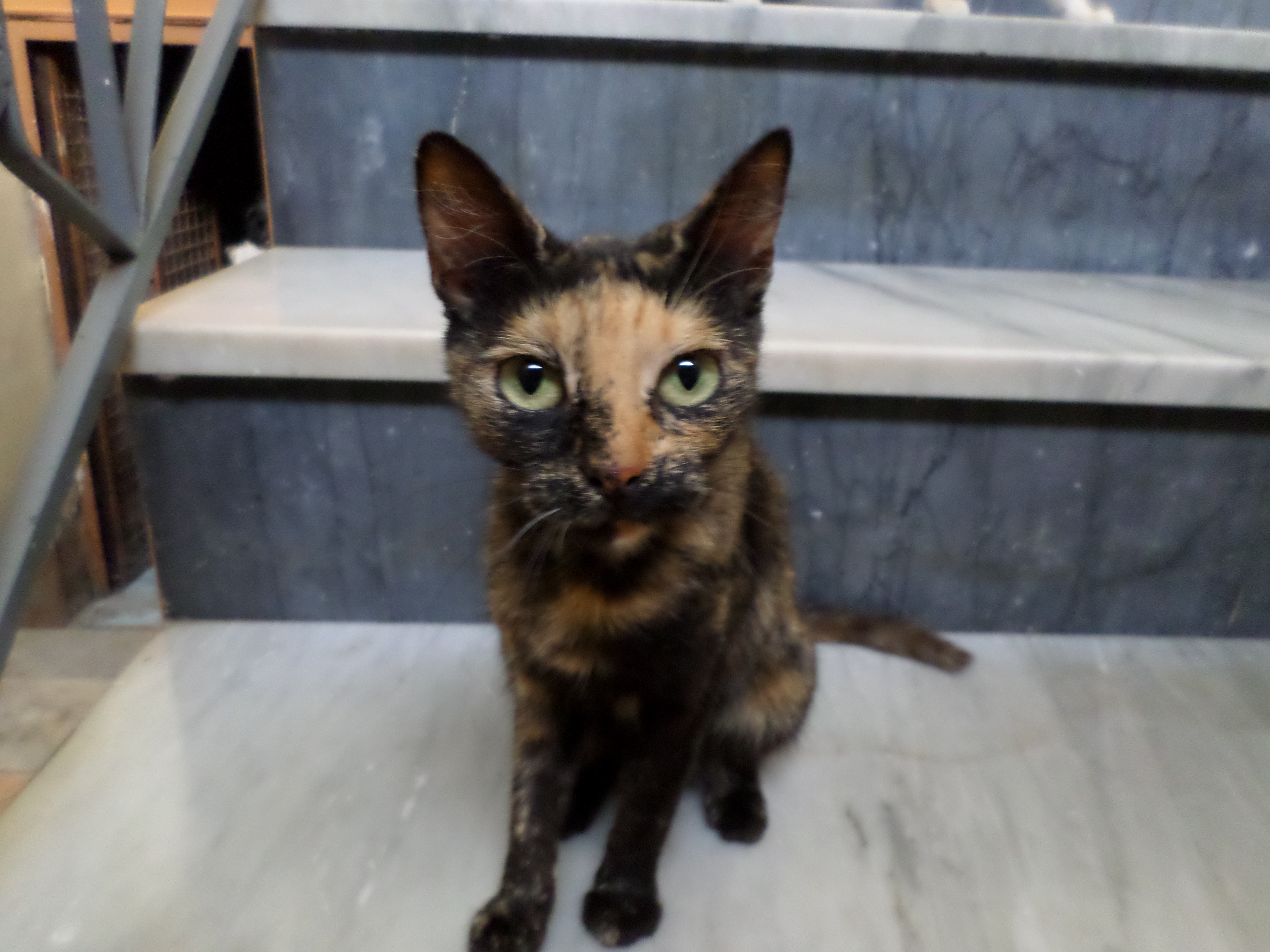
Femmina dal mantello squama di tartaruga
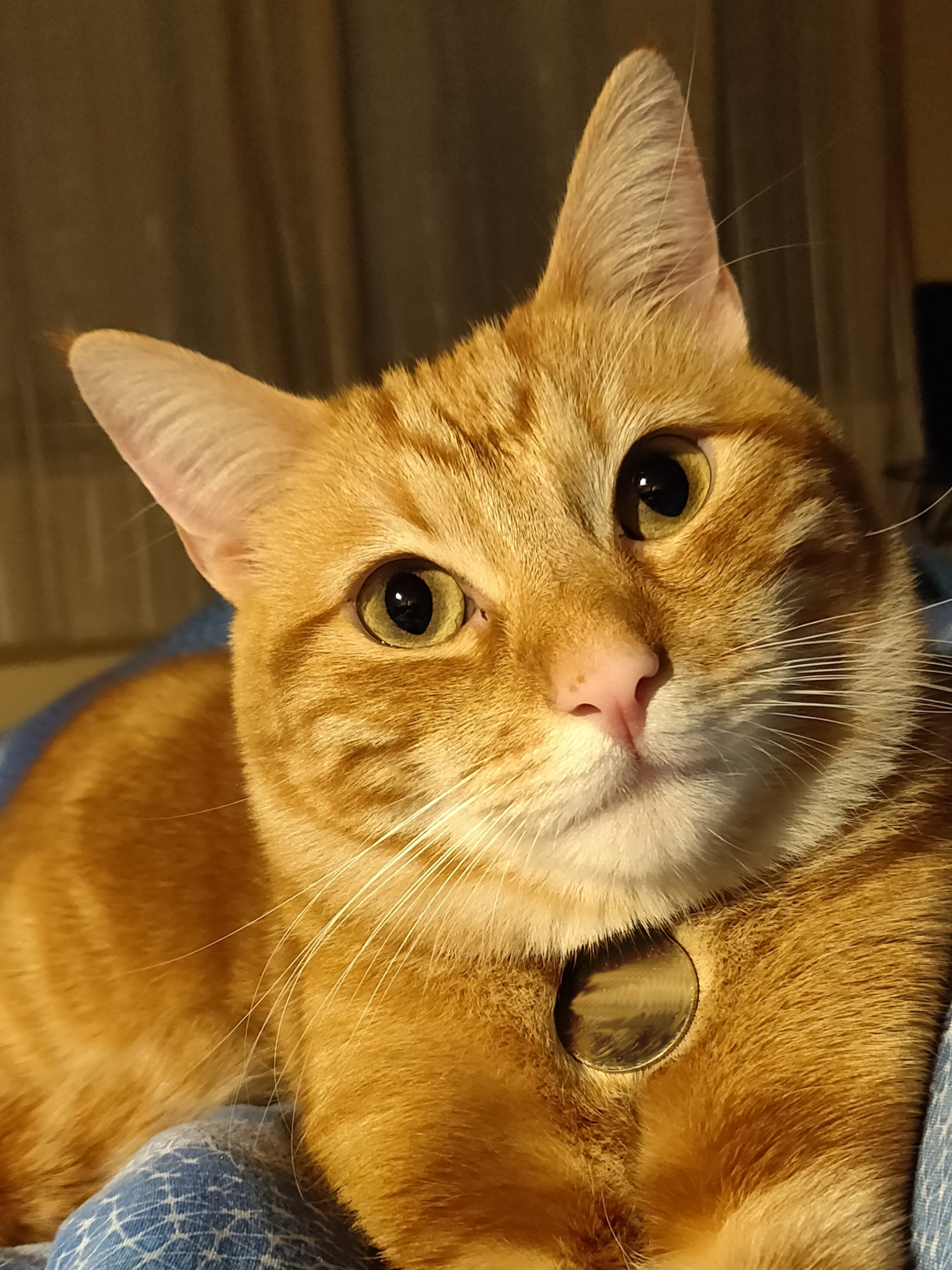
Gatto europeo adulto dal pelo rosso
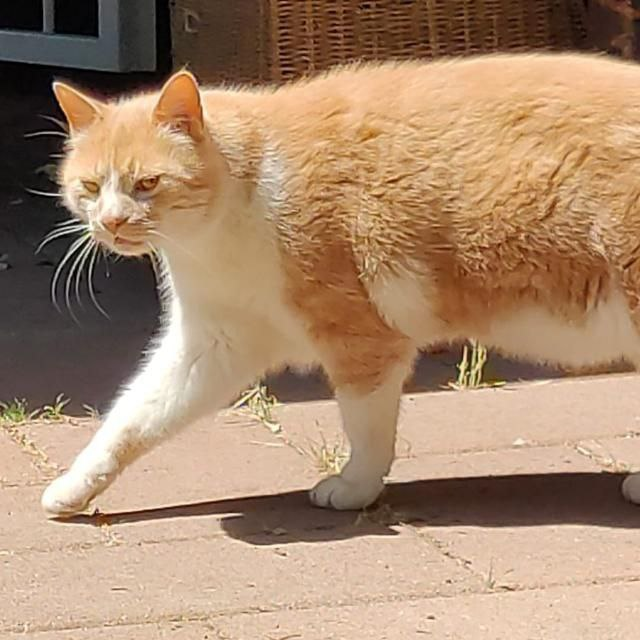
Gatto europeo dal manto bianco e rosso